# 브라질 시간

브라질 시간. (2013년 10월 30일 이후)
UTC-05:00
UTC-04:00
UTC-04:00 / DST: UTC-03:00
UTC-03:00
UTC-03:00 / DST: UTC-02:00
UTC-02:00

브라질 시간은 브라질에서 사용하는 표준시이다. UTC-02:00, UTC-03:00, UTC-04:00, UTC-05:00의 네 시간대를 사용한다.
일광 절약 시간제는 일부 지방(술 지방, 수데스치 지방, 센트루오에스치 지방)에서만 공식적으로 사용된다.

## 시간대

### 브라질리아 시간 +1 (UTC-02:00)
이 시간대는 대서양의 일부 섬에서만 사용된다. 이 중에서 유인도는 페르난두 지 노로냐 뿐으로 2,837명(2013년 추정)만이 살고 있으며, 브라질 인구의 0.0014%에 해당한다.

### 브라질리아 시간 (BRT, UTC-03:00)
수도인 브라질리아에서 사용하는 시간대로, 브라질의 주 시간대이다.
브라질리아를 포함하는 연방구 외에 술 지방, 수데스치 지방, 노르데스치 지방 및 고이아스주, 토칸칭스주, 파라 주, 아마파주에서 사용한다. 브라질 인구의 94%, 브라질 국토의 60%가 이 시간대에 속한다.
다른 계절에는 UTC-03:00 시간대를 사용하지만, 여름에는 UTC-02:00를 사용한다. 하지만 노르치 지방과 노르데스치 지방의 주는 일광 절약 시간제를 사용하지 않는다.

### 브라질리아 시간 -1 (UTC-04:00)
여름이 아닌 계절에는 UTC-04:00를 사용하나, 여름에는 UTC-03:00로 시간대를 바꾼다. 하지만 노르치 지방은 일광 절약 시간제로 바꾸지 않는다. 이 시간대는 마투그로수주, 마투그로수두술주, 혼도니아주, 호라이마주 및 아마조나스주의 대부분 지역에서 사용된다. 브라질 면적의 34%(아르헨티나보다 넓다)나 되는 넓은 지역에서 사용되지만, 브라질 인구의 5%(약 11백만으로 상파울루의 인구보다 적다)만이 사용한다.

### 브라질리아 시간 -2 (UTC-05:00)
이 시간대는 5년간 사용을 중지했다가 2013년 다시 만들어졌다. 아크리주 전체와 아마조나스주의 남서부 일부에서 사용된다. 브라질 면적의 6%(프랑스 국토 면적과 비슷하다) 및 브라질 인구의 0.5%(백만명이 조금 더 된다)이 사용한다.